# Palaupatrijsduif
De palaupatrijsduif (Pampusana canifrons, synoniem Alopecoenas canifrons) is een vogel uit de familie van de duiven van het geslacht Pampusana.

## Verspreiding en leefgebied
Deze soort is endemisch op de Palau-eilanden.

## Status
De grootte van de populatie is in 2018 geschat op 250-1000 volwassen vogels. Op de Rode lijst van de IUCN heeft deze soort de status bedreigd.